# Aphanius punctatus
Aphanius punctatus és una espècie de peix de la família dels ciprinodòntids i de l'ordre dels ciprinodontiformes.

## Distribució geogràfica
Es troba a Àsia: Iran.